# Scarecrow (Garth Brooks)
| Recensione | Giudizio |
| ---------- | -------- |
| AllMusic   |          |

Scarecrow è il nono album discografico in studio dell'artista country statunitense Garth Brooks, pubblicato nel 2001.

## Tracce
1. Why Ain't Running – 4:32
2. Beer Run (feat. George Jones) – 2:28
3. Wrapped Up in You – 4:42
4. The Storm – 4:37
5. Thicker Than Blood – 2:53
6. Big Money – 3:59
7. Squeeze Me in (feat. Trisha Yearwood) – 3:30
8. Mr. Midnight – 4:03
9. Pushing Up Daisies – 4:18
10. Rodeo or Mexico – 4:22
11. Don't Cross the River – 4:05
12. When You Come Back to Me Again (tema dal film Frequency - Il futuro è in ascolto) – 4:44

## Classifiche
| Classifica (2014) | Posizione raggiunta |
| ----------------- | ------------------- |
| Canada            | 4                   |
| Stati Uniti       | 1                   |